# Online syndikace
Online syndikace (nebo také webová syndikace nebo syndikace obsahu) znamená opětovné dodávání aktuálních informací, které obsahuje internet (weby, portály, blogy, atd.). Online syndikace do jisté míry změnila uživatelské chování na internetu. Uživatelé si již nevyhledávají informace přímo na webovém portálu, ale hledají kvalitní zdroje informací. Ze zdrojů "putují" informace směrem k uživateli, ať už přímo do jejich čteček nebo do agregačních webů. Data tedy nejsou pouze staticky umístěna na jediném místě.
Nejběžnějším příkladem jsou zde zpravodajské portály, které poskytují k syndikaci částečný obsah zpráv svým čtenářům a tak je informují o aktuálně vydaných článcích. Syndikace je tedy způsob jak šířit velké množství informací internetem směrem k uživatelům.

## Vývoj online syndikace
Počáteční idea online syndikace obsahu webů byla jednoduchá. Předložit uživatelům na jediném místě aktuální obsah portálů, které budou navrženy tak, aby sdílely své souhrnné zprávy všem uživatelům.
Touto myšlenkou se od roku 1995 zabývaly počítačové společnosti a to např. Apple mezi lety 1995-1997 s technologií MCF (Meta Content Framework) nebo Microsoft okolo roku 1997 s CDF (Channel Definition Format). Ani jeden z těchto projektů se nedočkal většího rozšíření především proto, že formáty byly implementovány pouze nad jednou službou, a tak v nich potenciální uživatelé neviděli velké využití.
Firma Netscape se v roce 1997 inspirovala myšlenkou projektu MCF a začala vyvíjet svůj online syndikační formát. Jejich snaha vyústila v roce 1999 vyvinutím formátu RSS, který umožňoval vydavatelům webového obsahu zveřejňovat své novinky a obsah webů v RSS zdrojích, a zároveň uživatelům tyto zdroje pravidelně kontrolovat.
Za velmi důležitý zlom v používání a rozšíření technologie syndikace obsahu lze považovat komerční využití RSS formátu softwarovou firmou UserLand, která vyvinula jeden z prvních webových produktů postavených na RSS nezávisle na firmě Netscape.
Po restrukturalizaci Netscape v roce 2001 ztratila firma zájem o formát RSS a opustil vývoj jeho další verze, ale i tak se již syndikace stala široce používanou technologií internetu.

## Formáty syndikace
RSS a Atom jsou nejpoužívanější a nejznámější formáty pro syndikaci obsahu webů. Tyto formáty jsou definovány značkovacím jazykem XML. Hlavní vlastností XML jazyka je rozšiřitelnost, která umožňuje uživateli definovat vlastní typy značek a tak vytvářet strukturu dat. V současnosti je XML jazyk označován za jeden z nejpoužívanějších jazyků pro výměnu strukturovaných informací. Je to také způsobeno tím, že data při přenosu nepotřebují žádnou konverzi.